# Muztag Feng
Muztag Feng (chiń. 木孜塔格峰, Mùzītǎgé Fēng) – szczyt w Kunlunie, w paśmie Gór Przewalskiego na terytorium Chin, ma wysokość 6973 m n.p.m. (niektóre źródła podają 7723 m n.p.m.).